# Evangelische Kirche (Ziębice)

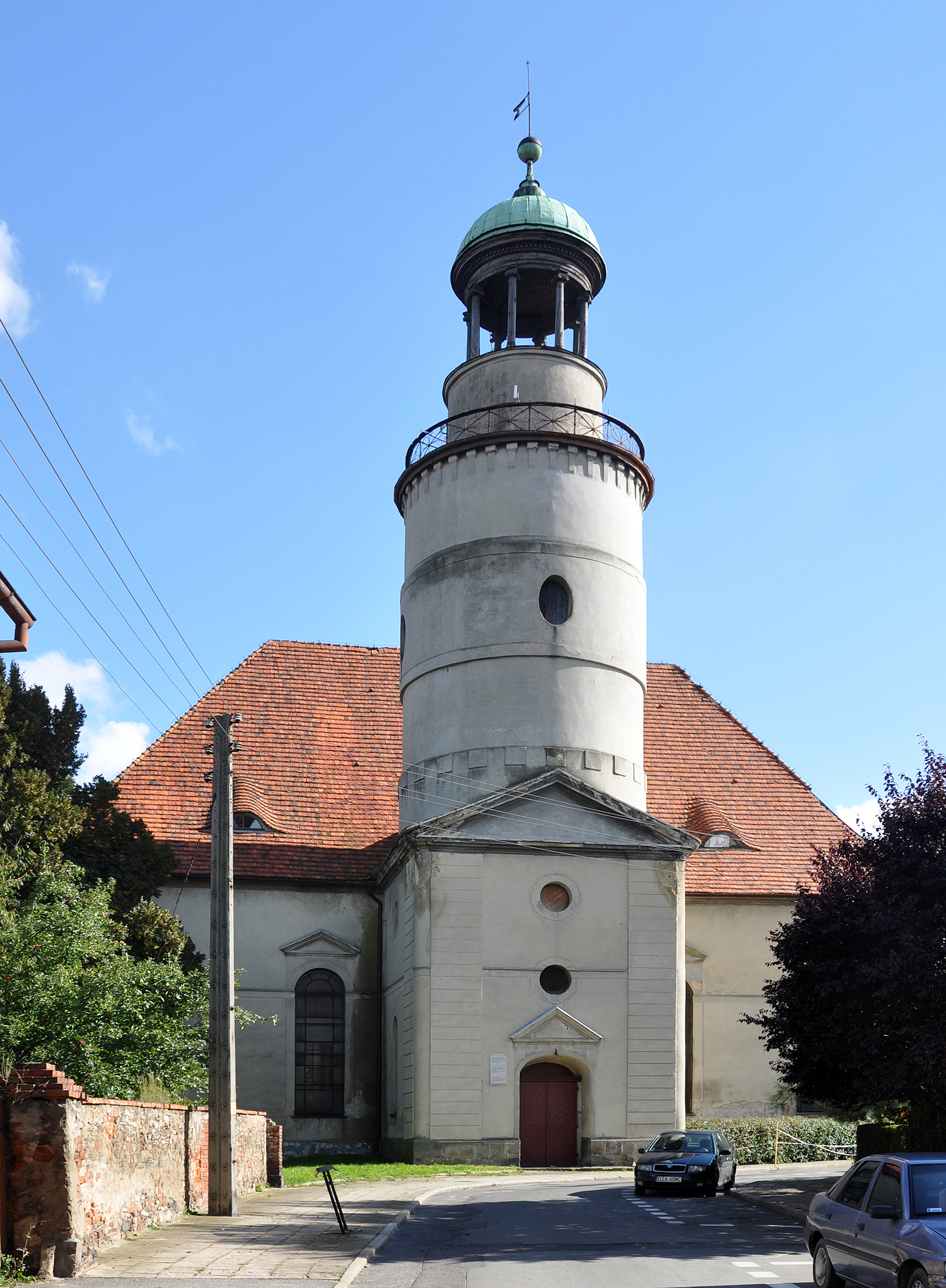
Ziębice, evangelische Kirche (2013)

Die Evangelische Kirche (poln. Kościół ewangelicki) ist ein ehemaliges Kirchengebäude in der schlesischen Stadt Ziębice (deutsch Münsterberg). Es steht in der östlichen Altstadt an der ul. Tadeusza Kościuszki (bis 1945 Junkernstraße). Der Kirchenbau wird heute als Sporthalle genutzt.

## Geschichte
Der ehemalige Kirchenbau entstand zwischen 1796 und 1797 nach  Entwurf des Brieger Architekten N. von Gneisenau. Zuvor stand an gleicher Stelle eine Burg der Münsterberger Herzöge aus dem 14. Jahrhundert, die 1791 abgerissen wurde. Einzelne Fragmente des Gebäudes wurden in den Kirchenneubau integriert. Als Vorbild dienten die Kirchengebäude aus Waldenburg und Reichenbach, welche nach Entwürfen von Carl Gotthard Langhans entstanden.
1902 wurde das Gebäude an der südwestlichen Seite um einer Vorhalle erweitert. Nach der Vertreibung der deutschen Bevölkerung nach 1945 wurde das Gotteshaus nicht mehr genutzt und verfiel. 1961 wurde es unter Denkmalschutz gestellt. Zwischen 1968 und 1969 erfolgte ein Umbau des Kirchengebäudes. Im ehemaligen Kirchenschiff wurde eine Sporthalle für das benachbarte Gymnasium eingerichtet.
Zwischen 2019 und 2020 wurde das Gebäude saniert.

## Architektur
Der einschiffige Rechteckbau entstand Ende des 18. Jahrhunderts als Saalkirche im Stil des Klassizismus. Das Langhaus besitzt ein hohes Walmdach. An der Nordwestseite befindet sich ein Glockenturm auf einem quadratischen Sockel. Bekrönt ist dieser mit einem zylindrischen Aufsatz mit Umgang und einer Haube in Gloriettenform. Am Turm befindet sich der Haupteingang zur Kirche. Dieser besitzt bossierte Ecken und ist bekrönt mit einem Risalit.